# My Way (canción de Ava Max)
«My Way» (en español, «Mi manera») es una canción de la cantante estadounidense Ava Max, lanzado como un sencillo promocional a través de Atlantic Records. Fue lanzado el 20 de abril de 2018 junto con un video musical, que fue dirigido por Jake Wilson. El 15 de octubre de 2020, el video musical fue eliminado de YouTube.

## Antecedentes
Después de haber conocido al productor canadiense Cirkut y lanzado «Anyone but You» en SoundCloud, Max atrajo el interés de varios sellos discográficos que la contactaron por correo electrónico, y finalmente firmó con Atlantic Records. El 18 de abril de 2018, Max anunció «My Way» a través de Twitter. La canción fue escrita por Max, Adam Argyle, Paris Jones y SmarterChild, y producida por este último junto con Cirkut.

## Recepción crítica
Stephi Wild de BroadwayWorld describió la canción como «empoderador y para sentirse bien» y mencionó que la canción «instantáneamente establece a [Max] como una de las nuevas cantautores más intrigantes del pop moderno».

## Vídeo musical

### Antecedentes
El video musical de «My Way» fue lanzado junto a la canción el 20 de abril de 2018. Fue dirigido por Jake Wilson. El 15 de octubre de 2020, el video musical fue eliminado de YouTube.

### Sinopsis
El video musical comienza con Max despertando en la cama junto a un hombre. Su icónico «Max Cut» está ausente ya que ambos lados de su cabello tienen la misma longitud. Ella camina hacia el baño y se mira fijamente en el espejo mientras tiene recuerdos de una pelea con su amante en la noche anterior. Mientras canta el pre coro, corta una gran cantidad del lado derecho de su cabello, creando el «Max Cut». Luego envía mensajes de texto a sus amigas, pidiéndoles pasar el rato y se prepara para el día. Mientras se divierte con sus amigas, su amante la ve e intenta hablar con ella, pero ella lo ignora y se va, concluyendo el vídeo.

## Créditos y personal
Créditos adaptados de Tidal.
- Amanda Ava Koci – voz, composición
- Henry Walter – producción
- Rick Markowitz – producción, composición
- Chris Athens – masterización
- Adam Argyle – composición
- Paris Jones – composición

## Posiciones en listas
| Listas (2018)         | Mejor posición |
| --------------------- | -------------- |
| Rumania (Airplay 100) | 38             |

## Historial de lanzamiento
| Región | Fecha               | Formato(s)                  | Versión     | Discográfica     | Ref    |
| ------ | ------------------- | --------------------------- | ----------- | ---------------- | ------ |
| Varios | 20 de abril de 2018 | Descarga digital, streaming | Original    | Atlantic Records | [ 10 ] |
| Varios | 18 de mayo de 2018  | Descarga digital, streaming | The Remixes | Atlantic Records | [ 11 ] |